# Stefan Behrisch
Stefan Behrisch (* 1971 in Köln) ist ein deutscher Komponist, Arrangeur und Dirigent, der in zahlreichen musikalischen Kontexten und Stilen aktiv ist.

## Leben und Wirken
Behrisch zog nach Berlin, um Mathematik zu studieren, wechselte dann aber zur Musik. Schließlich studierte er Komposition, Arrangement, Klavier und Gitarre in den Jazzstudiengängen am Conservatorium van Amsterdam und der Musikhochschule Köln.
Behrisch unterstützte Paul Kuhn, Rob Pronk und George Gruntz. Er arrangierte für Louis Cole, Domi & JD Beck, Snarky Puppy, Marcus Miller, Max Mutzke, Sarah Connor, Montserrat Caballé und Helene Fischer. Seine Orchester-Arrangements für das Album What Heat von Bokanté wurden für einen Grammy nominiert.
Für die Oper Köln schuf Behrisch eine Kinderfassung des gesamten Opernzyklus Der Ring des Nibelungen. Für die WDR Bigband arrangierte und dirigierte er eine Produktion mit Erik Truffaz.
Mit Jacob Collier schrieb Behrisch die Arrangements für dessen Album Djesse Vol. 1 sowie dessen BBC Prom in der Royal Albert Hall im Juli 2018. Für die Staatskapelle Dresden unter Christian Thielemann arrangierte er Musik des Komponisten Marek Weber.
Mit Howard Shore arbeitete er an der Filmmusik zu The Catcher Was a Spy (2018). Zudem orchestrierte er die Filmmusiken für die Spielfilme Poll (2010), 100 Dinge (2018) und Mia and Me: The Hero of Centopia (2022).
Für die Eröffnung des Dresdner Archiv der Avantgarden (2024) komponierte Behrisch die Musik. 2024 schrieb er die Orchesterarrangements für das erste nicht-lineare, interaktive Spielmusik-Konzert „Let’s Play“ in der Elbphilharmonie. Für das Deutsche Symphonie Orchester bearbeitete er 2024 Richard Strauss Don Quixote zu einer Fassung mit Sprecher Oliver Kalkofe.
Seit 2021 ist Behrisch Professor für Komposition in der Fachrichtung Jazz/Rock/Pop an der Hochschule für Musik Carl Maria von Weber Dresden; zuvor lehrte er ab 2011 an der SRH Berlin University of Applied Sciences.
Behrisch lebt in Berlin.